# Dustin Cook

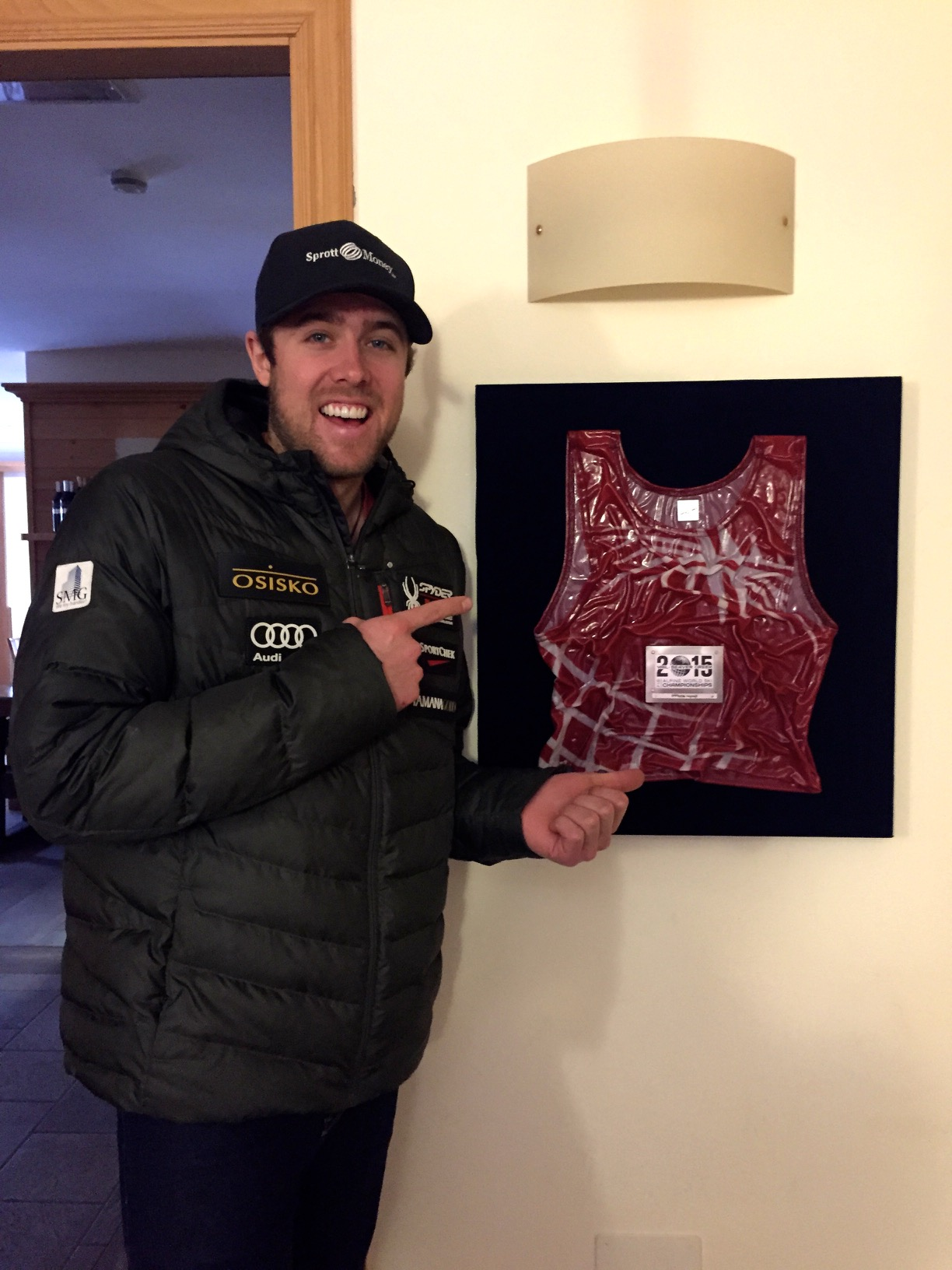

Dustin Cook nació el 11 de febrero de 1989 en Ottawa (Canadá), es un esquiador que ha ganado 1 Medalla en el Campeonato del Mundo (1 de plata) y tiene 1 victoria en la Copa del Mundo de Esquí Alpino (con un total de 2 podios).

## Resultados

### Campeonatos Mundiales
- 2015 en Vail/Beaver Creek, Estados Unidos
  - Super Gigante: 2.º
  - Eslalon Gigante: 12.º

### Copa del Mundo

#### Clasificación general Copa del Mundo
- 2010-2011: 163.º
- 2012-2013: 126.º
- 2014-2015: 30.º

#### Clasificación por disciplinas (Top-10)
- 2014-2015:
  - Super Gigante: 5.º

#### Victorias en la Copa del Mundo (1)

##### Super Gigante (1)
| Fecha               | Lugar   |
| ------------------- | ------- |
| 19 de marzo de 2015 | Meribel |